# Biểu tình Mahsa Amini
Những cuộc biểu tình Mahsa Amini là một loạt những cuộc biểu tình và bất ổn dân sự chống lại chính phủ Iran, bắt đầu vào ngày 16 tháng 9 năm 2022 ở Tehran và kết thúc vào năm 2023. Các cuộc biểu tình này là phản ứng của người dân sau cái chết của một người phụ nữ hai-mươi-hai tuổi tên là Mahsa Amini (tiếng Ba Tư: مهسا امینی) vào ngày hôm đó trong khi đang bị cảnh sát bắt giam vì mặc một chiếc hijab "không phù hợp"—vi phạm luật bắt buộc mặc hijab của Iran—trong khi đang đến thăm thành phố Tehran từ Saqqez. Theo các nhân chứng, cô đã bị Cảnh sát Hướng Dẫn, "cảnh sát đạo đức" Hồi giáo của Iran, đánh đập nặng nề—một lời khẳng định bị các nhà chức trách Iran phủ nhận. Cảnh sát Iran đã phủ nhận rằng Amini bị đánh đập trong khi bị bắt giam.
Các cuộc biểu tình bắt đầu vài tiếng sau cái chết của Amini ở Tehran. Các cuộc biểu tình đầu tiên bắt đầu tại bệnh viện nơi Amini được điều trị và sau đó nhanh chóng lan sang các thành phố khác, đầu tiên là ở tỉnh Kurdistan, quê nhà của Amini, rồi đến các thành phố Saqqez, Sanandaj, Divandarreh, Baneh và Bijar. Để đối phó với các cuộc biểu tình này, bắt đầu từ ngày 19 tháng 9, chính phủ Iran đã cắt đứt truy cập Internet tại một số vùng. Khi các cuộc biểu tình ngày càng lan rộng, Internet đã ngừng hoạt động trên diện rộng, và mạng xã hội bị hạn chế trên toàn quốc. Để đối phó với các cuộc biểu tình sau cái chết của Amini, một số người đã tổ chức các cuộc biểu tình ủng hộ chính phủ tại một số thành phố ở Iran, nhằm chống lại các cuộc biểu tình nói trên. Chính phủ Iran đã gọi những cuộc phản biểu tình này là "tự phát". Những người biểu tình ủng hộ chính phủ kêu gọi tử hình những người biểu tình chống chính phủ và gọi họ là "binh lính của Israel", đồng thời hô vang "Nước Mỹ diệt vong" và "Israel diệt vong", phản ánh luận điệu thông thường của các nhà lãnh đạo giáo sĩ Iran khi họ thường đổ lỗi tình trạng bất ổn của nước mình là do những thế lực thù địch nước ngoài gây ra. Vào ngày 3 tháng 10, trong tuyên bố đầu tiên kể từ khi các cuộc biểu tình bùng nổ, Lãnh tụ Tối cao Ayatollah Ali Khamenei đã bác bỏ tình trạng bất ổn trên quy mô lớn của Iran và gọi chúng là "bạo loạn", và cũng cố ngụ ý rằng đó là một âm mưu của nước ngoài.
Theo tổ chức phi lợi nhuận Nhân quyền Iran, tính đến  ngày 19 tháng 11 năm 2022, ít nhất 378 người trong đó có 43 trẻ em , đã thiệt mạng do chính phủ can thiệp vào các cuộc biểu tình, liên quan đến hơi cay và súng đạn, làm cho cuộc biểu tình trở nên đẫm máu nhất kể từ cuộc biểu tình năm 2019–2020 mà đã dẫn đến hơn 1.500 người thiệt mạng. Phản ứng này đối với các cuộc biểu tình đã bị lên án rộng rãi, và Bộ Ngân khố Hoa Kỳ đã cấm vận Cảnh sát Hướng dẫn và một số quan chức cấp cao của Iran.

## Bối cảnh
Biểu tình Iran chống luật bắt buộc mặc hijab bắt đầu vào năm 2017. Mahsa Amini là một phụ nữ 22 tuổi người Iran bị Cảnh sát Hướng Dẫn bắt giữ vào ngày 14 tháng 9 năm 2022. Cô bị chết não do chấn thương sọ sau khi cô được cho là đã bị cảnh sát đánh đập. Cô chết hai ngày sau đó, vào ngày 16 tháng 9. Sau đám tang của cô, các cuộc biểu tình đã được tổ chức ở nhiều vùng khác nhau của Iran. Một cuộc đình công toàn quốc sau đó đã được tuyên bố từ tỉnh Kurdistan đến tận Tehran vào ngày 18 tháng 9. Các đảng Kurdistan ở Iran và các nhà hoạt động dân sự và chính trị từ Kurdistan đã tuyên bố hôm thứ Hai là ngày tổng đình công.

## Những người biểu tình
Những cuộc biểu tình ban đầu, chủ yếu do phụ nữ lãnh đạo, đã yêu cầu chấm dứt luật bắt buộc đội khăn trùm đầu; các cuộc biểu tình này đã trở thành một cuộc nổi dậy toàn quốc. Các cuộc biểu tình này lan rộng hơn các cuộc biểu tình năm 2009, 2017, và 2019, lan đến cả các cơ sở quyền lực của xứ Cộng hòa Hồi giáo như thánh địa Mashhad và Qom. Trong khi tiếp tục biểu tình cái chết của Amini và yêu cầu chấm dứt việc đội hijab bắt buộc, người Iran cũng biểu tình đòi tự do hơn và quyền phụ nữ bao quát hơn, biểu tình phản đối cảnh sát đạo đức, và phản đối Ayatollah và chế độ thần quyền. Không giống như nhiều cuộc biểu tình trước đây của Iran, những người biểu tình dường như đang yêu cầu một sự thay đổi lớn trong chính phủ thay vì chỉ yêu cầu cải cách dần dần. Theo Đài Châu Âu Tự do/Đài Tự do, khó khăn kinh tế và điều kiện sống tồi tệ đã góp phần làm gia tăng quy mô của các cuộc biểu tình. Bưu báo The New York Times đã liệt kê những mối bất bình của người Iran như "giá cả tăng vọt, tỷ lệ thất nghiệp cao, tham nhũng, (và) đàn áp chính trị", và chỉ ra nền kinh tế Iran yếu kém là một động lực chính đằng sau các cuộc biểu tình này; theo một báo cáo của Iran vào tháng 8 năm 2021, một phần ba người Iran sống trong cảnh nghèo đói. Abdolreza Davari, một nhà phân tích ủng hộ chính phủ, đã trích dẫn một thống kê cho rằng 95% người Iran "lo lắng về sinh kế của họ hiện nay và về tương lai của họ và con cái của họ."

## Dòng thời gian
Vài tiếng sau khi Mahsa Amini chết, một nhóm người đã tụ tập để biểu tình chống lại việc cô dường như đã bị sát hại gần bệnh viện Kasar, nơi Amini chết, và hô vang những khẩu hiệu như "kẻ độc tài chết đi", "Cảnh sát Hướng Dẫn là kẻ giết người", "Tôi sẽ giết, tôi sẽ giết chết kẻ đã giết [em/chị] gái tôi", "Tôi xin thề với máu của Mahsa, Iran sẽ được tự do", "Khamenei là một kẻ giết người, chính phủ của ông ta bất hợp pháp", và "đàn áp phụ nữ từ Kurdistan đến Tehran". Những người biểu tình đã bị đàn áp, và một số người bị bắt giữ. Một số phụ nữ đã cởi và đốt hijab của mình trước sự tấn công của lực lượng chống nổi dậy và hô vang khẩu hiệu "Bọn IS vô liêm sỉ". Một số người đã bóp còi ô tô trên đường như một hình thức biểu tình. Một cuộc biểu tình khác chống lại luật bắt buộc mặc hijab đã diễn ra vào tối hôm đó tại Quảng trường Argentina của Tehran. Những người biểu tình hô vang các khẩu hiệu chống lại chủ quyền của Iran và các điều luật bắt buộc đội khăn trùm đầu. Những video được công bố vào buổi tối cho thấy cảnh sát bắt giữ một số người biểu tình một cách bạo lực.

### 17 tháng 9
Bắt đầu kể từ thứ Bảy, sau khi chôn cất Amini, Saqqez, quê nhà của cô, và thành phố Sanandaj là nơi diễn ra những cuộc biểu tình đông đảo, nơi các lực lượng chính phủ đã sử dụng bạo lực để giải tán những người biểu tình. Sau khi công bố bức ảnh của lăng mộ của Amini ở Saqqez, dòng chữ khắc ghi trên đá đã trở thành một khẩu hiệu cho những người biểu tình:
tiếng Ba Tư: ژینا جان تو نمی‌میری. نامت یک نماد می‌شود
chuyển tự: Žīnā Ǧān to ne-mī-mīrī. Nām-at Yek Namād mī-šavad
"Žina (Mahsa) yêu quý, con sẽ không chết. Tên con sẽ trở thành một biểu tượng."

### 18 tháng 9
Người dân Sanandaj một lần nữa lại đổ xuống đường vào đêm Chủ nhật để biểu tình cái chết của Mahsa và hô vang các khẩu hiệu "kẻ độc tài chết đi", "thật nhục nhã cho chúng tôi, thật nhục nhã cho chúng tôi / nhà lãnh đạo đáng khinh bỉ của chúng tôi", và "Khamenei chết đi". Để biểu tình, một nhóm phụ nữ đã cởi hijab. Theo các nguồn chưa xác nhận được BBC trích dẫn, lực lượng an ninh đã nổ súng vào những người biểu tình. Một số sinh viên từ Đại học Tehran đã tổ chức một cuộc biểu tình phản đối vào Chủ nhật, với biểu ngữ cầm trên tay. Vào ngày này, các lực lượng an ninh được đưa tin là đã có mặt đông đảo ở Tehran và Mashhad.

### 19 tháng 9
Đến ngày 19, dịch vụ Internet di động đã dừng hoạt động ở trung tâm Tehran. Theo như các video đăng tải lên mạng xã hội, các cuộc biểu tình vẫn tiếp tục diễn ra ở trung tâm thành phố Tehran, thành phố Rasht ở phía bắc, thành phố Isfahan ở trung tâm đất nước, cũng như lãnh thổ phía Tây của người Kurd. Theo Hengaw, một tổ chức Bắc Âu giám sát quyền con người ở Iran, ba người biểu tình đã bị lực lượng an ninh ở tỉnh Kurdistan giết chết.
Một người đàn ông 23 tuổi tên Farjad Darvishi đã bị cảnh sát giết khi biểu tình ở thị trấn Waliasr ở Urmia, Iran. Anh được cho là đã bị bắn bởi các nhân viên cảnh sát an ninh trong cuộc biểu tình và chết trên đường đến bệnh viện vì vết thương của mình.

### 20 tháng 9
Theo Đài Tiếng nói Hoa Kỳ, những video chưa được xác nhận trên mạng xã hội cho thấy các cuộc biểu tình chống chính phủ tại ít nhất 16 trong số 31 tỉnh của Iran, bao gồm "Alborz, Đông Azerbaijan, Fars, Gilan, Golestan, Hormozgan, Ilam, Isfahan, Kerman, Kermanshah, Kurdistan, Mazandaran, Qazvin, Razavi Khorasan, Tehran và Tây Azerbaijan." Những người biểu tình ở Sari trông như thể đã dỡ bỏ các bức ảnh của Ayatollah và người tiền nhiệm của ông khỏi một tòa nhà trong thành phố. Truyền thông nhà nước Iran đưa tin rằng ba người đã thiệt mạng trong các cuộc biểu tình ở Kurdistan. Theo Hengaw, hai người biểu tình nam (Zakaria Khial, 16 tuổi, và Farjad Darvishi, 23 tuổi, lần lượt ở Piranshahr và Urmia) đã bị lực lượng an ninh ở Tây Azerbaijan giết, và một người biểu tình nữ cũng bị giết một cách tương tự ở Kermanshah. Công tố viên ở Kermanshah phủ nhận việc nhà nước đã bắn người biểu tình, nói rằng người dân đã bị giết bởi "các phần tử phản cách mạng". Truyền thông nhà nước Iran đưa tin rằng một trợ lý cảnh sát đã chết vì những người biểu tình ở thành phố Shiraz, miền nam nước này. Tại thành phố Kerman, người ta đã ghi lại một người phụ nữ đang cởi hijab và cắt tóc đuôi ngựa của mình thành tóc ngắn trong một cuộc biểu tình. Một số nhân chứng được CNN phỏng vấn đã mô tả các cuộc biểu tình trong ngày hôm này là "những cuộc biểu tình chớp nhoáng"—được tổ chức và sau đó giải tán nhanh chóng trước khi lực lượng an ninh có thể kịp can thiệp.

### 21 tháng 9
Một số video cho thấy phụ nữ ở Sari đốt hijab của mình để biểu tình. Theo Hengaw, một người đàn ông được cho là bị lực lượng an ninh bắn vào ngày 19 đã chết vào ngày 21. Hengaw cho biết tổng số người biểu tình bị giết bởi lực lượng an ninh cho đến nay là mười người; Tổ chức Ân xá Quốc tế cho biết họ đã xác nhận tám trong số những trường hợp tử vong đó cho đến nay. Tổ chức Ân xá Quốc tế cũng lên án cái mà họ gọi là "việc sử dụng trái phép đạn bắn chim và các loại đạn dược khác" chống lại những người biểu tình. WhatsApp và Instagram, các ứng dụng nhắn tin kiêm mạng xã hội phổ biến duy nhất được phép hoạt động ở Iran, đã bị hạn chế; ngoài ra, Internet đã dừng hoạt động trên diện rộng, đặc biệt là trên các mạng di động. Basij, lực lượng dân quân của nhà nước Iran, đã tổ chức các cuộc biểu tình ủng hộ chính phủ ở Tehran. Ở các nước khác, các cuộc biểu tình để thể hiện sự đoàn kết cùng với những người biểu tình tại Iran đã xảy ra ở các nước như Canada, Ý, Thụy Điển, Thổ Nhĩ Kỳ, và Hoa Kỳ.
Theo hai hãng thông tấn xã bán chính thức của Iran, một thành viên của Basij đã bị đâm chết ở Mashhad.

### 22 tháng 9
Người biểu tình ở Tehran và các thành phố khác đã đốt đồn cảnh sát và ô tô công an. Các cuộc biểu tình vẫn tiếp tục bất chấp tình trạng mất internet trên diện rộng khắp Iran. Người dân ở các khu vực khác nhau ở phía bắc và nam thủ đô Tehran vẫn tiếp tục biểu tình với những khẩu hiệu khác nhau. Ngoài ra, người dân đã biểu tình ở các vùng khác nhau của đất nước, tại các thành phố lớn nhỏ, và thậm chí ở những khu vực không tham gia các cuộc biểu tình của những năm trước. Các cuộc biểu tình này đã vấp phải sự trấn áp nặng nề của Lực lượng Vệ binh Cách mạng và cảnh sát chống bạo loạn của Chính phủ Hồi giáo Iran. Các lực lượng này đã đối đầu với người dân bằng cách sử dụng hơi cay và bắn súng trực tiếp. Nhiều người bị thương và bị giết chết.

### 23 tháng 9
Các cuộc biểu tình vẫn tiếp diễn ở Tehran, cũng như ở nhiều thành phố khác như Tehran, Mashhad, Oshnavieh, Babol; đụng độ dữ dội được báo cáo ở Isfahan vào lúc xế chiều. Nhiều nhân vật nổi tiếng đã lên tiếng thúc giục nhà nước không nên tiếp tục đàn áp biểu tình.
Các trường đại học đã bị đóng cửa và chuyển sang phương thức giảng dạy trực tuyến.
Bộ Ngoại giao Hoa Kỳ đã cấp một giấy phép chung cho phép các công ty tiếp cận thị trường Internet Iran. Đáp lại, tỷ phú Elon Musk nói rằng ông sẽ kích hoạt công ty internet vệ tinh của mình, Starlink, để cung cấp dịch vụ Internet cho Iran. Tuy nhiên, giấy phép mới này không áp dụng đối với những thiết bị do Starlink cung cấp nhưng công ty này và các công ty khác tương tự được phép nộp đơn xin phép kho bạc Hoa Kỳ.
Tất cả những Imam của Buổi Cầu Nguyện Thứ Sáu đều bày tỏ sự tức giận và yêu cầu cảnh sát kiểm soát vụ biểu tình.

### 24 tháng 9
Các cuộc biểu tình gay gắt tại thành phố Oshnavieh vẫn tiếp tục diễn ra. Các cuộc biểu tình vẫn tiếp diễn ở Shiraz và Tehran, trước Đại học Tehran. Những người Iran sống ở nước ngoài đã tuần hành ở các thành phố khác nhau trên thế giới, bao gồm Erbil, Berlin, Stuttgart, và Melbourne để ủng hộ người dân Iran.
Bên trong tỉnh Gilan, cảnh sát và lực lượng vệ binh cách mạng Iran (IRGC) đã bắt giữ 739 người, trong đó có ít nhất 60 phụ nữ. 88 khẩu súng bị phát hiện và tịch thu ở tỉnh Khuzestan. IRGC cũng đã thực hiện nhiều vụ bắt giữ ở Kerman.
The New York Times đưa tin rằng lực lượng an ninh đã "nổ súng vào đám đông" ở nhiều thành phố, và nói rằng "Các video được đăng tải lên mạng và quy mô đối phó của các nhà chức trách rất khó để có thể xác thực một cách độc lập, nhưng video và hình ảnh được các nhân chứng mà The New York Times quen biết gửi cho nhìn chung là đồng nhất với các hình ảnh được đăng tải rộng rãi trên mạng." Ủy ban Bảo vệ Nhà báo cho biết có ít nhất 11 nhà báo bị bắt, trong đó có Niloofar Hamedi, phóng viên đầu tiên đã đưa tin về câu chuyện của Mahsa Amini.
Biểu tình đoàn kết Mahsa Amini ở Stuttgart, Đức

### 25 tháng 9
Các cuộc biểu tình vẫn tiếp tục diễn ra tại nhiều khu vực khác nhau của thủ đô Tehran (Narmak, Ekbatan, Valiasr, Aryashahr), Karaj (Mehrshahr và Gohardasht), Sanandaj, Qaen, Kashmar, và Babol, mặc dù Internet ở Iran đã ngừng hoạt động trên diện rộng. Ngoài ra, các cuộc biểu tình phản đối chính phủ Iran tiếp tục diễn ra ở các thành phố khác nhau trên thế giới như Luân Đôn, Brussels, và Thành phố New York. Một thành viên của tổ chức bán quân sự Basij đã chết vì những vết thương của anh ở Urmia vào ngày 22 tháng 9, khiến anh trở thành một trong số ít những người Basij đã bị giết trong các cuộc biểu tình.
Bất chấp sự tập trung của những người ủng hộ chính phủ Iran tại Quảng trường Cách mạng Tehran và bất chấp nguy cơ xảy ra bạo lực chống lại những người biểu tình, người dân đã đổ xuống đường vào ban đêm ở các khu vực khác nhau của thành phố Tehran, Bushehr, Sanandaj, Qazvin, Yazd, Urmia, Shiraz, và Mashhad. Cảnh sát đã cố gắng ngăn chặn các cuộc biểu tình một lần nữa. Những người Iran cư trú tại Canada, Pháp, Vương quốc Anh, Na Uy, và Áo đã tuần hành ủng hộ các cuộc biểu tình.

### 26 tháng 9
Các cuộc biểu tình tiếp tục ở các thành phố khác nhau như Tehran, Tabriz, Yazd, Ghorveh, Sanandaj, Borazjan, và Karaj vào ngày 26 tháng 9. Vào ngày này, người dân Iran ở các nước khác nhau như Canada, Tây Ban Nha, và Pháp cũng đã biểu tình ủng hộ những người biểu tình trong Iran. Các sinh viên nha khoa của Đại học Tabriz đã tụ tập và hô vang khẩu hiệu để phản đối việc cảnh sát của chính phủ Iran bắt giữ sinh viên. Gholamhossein Mohseni Ejei, Chánh Án Iran, nói, "[các sĩ quan cảnh sát] đã không ngủ đêm qua và những đêm trước đó ... và họ phải được cảm ơn." Vào cùng ngày, Hội đồng Tổ chức các Công nhân Hợp đồng Dầu khí (Organizing Council of Oil Contract Workers) nói: "Chúng tôi ủng hộ các cuộc đấu tranh của người dân chống lại bạo lực có tổ chức hàng ngày đối với phụ nữ và chống lại đói nghèo và địa ngục đang thống trị xã hội này".

### 27 tháng 9
Các cuộc đụng độ giữa một bên là cảnh sát chống bạo động và lực lượng an ninh và một bên là những người biểu tình diễn ra ở nhiều thành phố. Ravina Shamdasani, người phát ngôn cao Cao ủy Quyền Con Người Liên hợp quốc, kêu gọi ban lãnh đạo giáo sĩ của Iran "tôn trọng đầy đủ các quyền tự do quan điểm, biểu đạt, lập hội một cách hòa bình và hiệp hội". Shamdasani nói thêm rằng các báo cáo chỉ rõ rằng "hàng trăm người cũng đã bị bắt giữ, bao gồm các nhà bảo vệ nhân quyền, luật sư, các nhà hoạt động xã hội dân sự và ít nhất 18 nhà báo", và rằng "[h]àng nghìn người đã tham gia các cuộc biểu tình chống chính phủ khắp cả nước trong 11 ngày qua. Lực lượng an ninh đã có lúc đáp trả bằng đạn thật". Hội đồng Tổ chức các Công nhân Hợp đồng Dầu khí cảnh báo chính phủ rằng nếu tiếp tục đàn áp những người biểu tình, họ sẽ đình công, một động thái có thể làm tê liệt một lĩnh vực chính của nền kinh tế Iran.
Tổ chức Quyền Con Người Iran nói rằng lực lượng an ninh đã bắn đạn thật trực tiếp vào những người biểu tình. Iran đưa tin rằng đã bắt giữ Faezeh Hashemi, con gái của Akbar Hashemi Rafsanjani, người từng là Tổng thống Iran từ năm 1989 đến năm 1997.

### 28 tháng 9
Cảnh sát chống bạo loạn của Iran đã được điều động tại các quảng trường chính của Tehran để đối đầu với những người hô vang khẩu hiệu "kẻ độc tài chết đi". Một cuộc biểu tình đoàn kết tại Cổng Brandenburg ở Berlin đã bao gồm sự tham gia của khoảng 1.800 người, bao gồm cả chính trị gia CSU Dorothee Bär, và nữ diễn viên người Đức gốc Iran Pegah Ferydoni.

### 29 tháng 9
Các cuộc biểu tình tiếp tục diễn ra ở một số thành phố trên khắp Iran. Cảnh sát đã bắt giữ nhạc sĩ người Iran Shervin Hajipour ở Tehran, người có bài hát lan truyền nhanh đã đạt đến hơn 40 triệu lượt xem trên Instagram chỉ trong một ngày.

### 30 tháng 9
Tại Zahedan, trong một sự kiện "có lẽ là vụ việc bạo lực nhất của các cuộc biểu tình", cảnh sát Iran đã bắn vào dân thường trong các buổi cầu nguyện thứ Sáu. Có tới bốn mười người bị giết và nhiều người khác bị thương ở Zahedan sau khi các cuộc biểu tình đã bùng phát do các bài báo đưa tin về việc một cảnh sát trưởng đã hiếp dâm một trẻ em gái 15 tuổi ở Chahbahar. Ba ngày trước đó, Imam buổi thứ Sáu của thành phố Rask, Molavi Abdul Ghaffar Naghshbandi, đã tiết lộ danh tính của cảnh sát trưởng. Naghshbandi nói rằng ông cũng đã nói chuyện trực tiếp với cô thiếu niên cũng như gia đình của cô. Ông nói thêm "Tôi biết rằng, cả về tín ngưỡng và lương tâm, việc phá vỡ cái im lặng chết người này để kẻ gây hấn này sẽ bị trừng phạt vì hành động đáng xấu hổ của mình là bổn phận của tôi."

## Khẩu hiệu

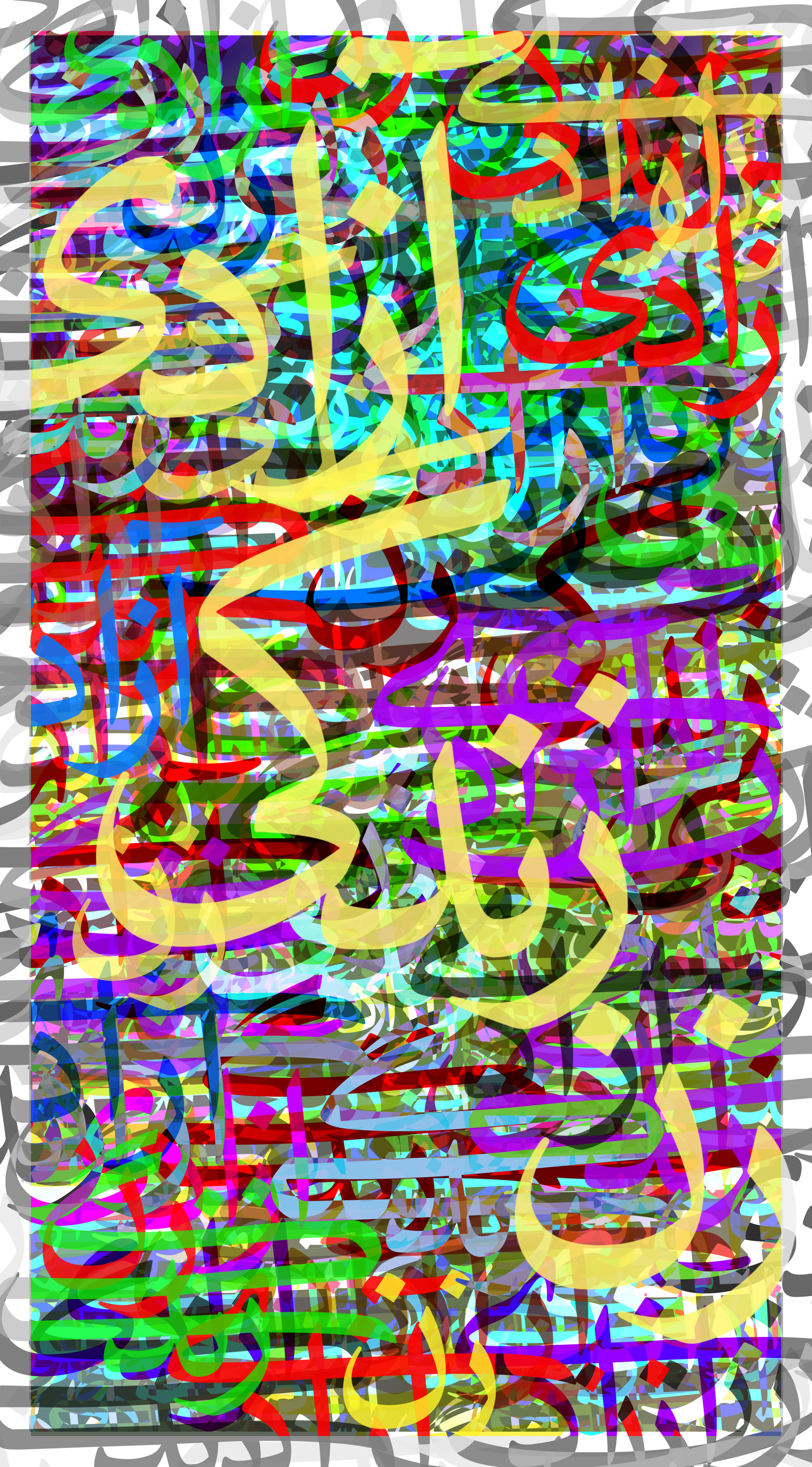
"Phụ nữ, sự sống, tự do"; một trong những khẩu hiệu chính của những người biểu tình

Những người biểu tình đã sử dụng một loạt các khẩu hiệu và biểu ngữ khác nhau trong các cuộc biểu tình này; chúng đã trực tiếp chỉ trích chính phủ Cộng hòa Hồi giáo Iran và nhà lãnh đạo của nó, Khamenei. Những người biểu tình đã thể hiện sự phản đối mạnh mẽ đối với các hành vi bạo lực chống lại phụ nữ do Cảnh sát Hướng Dẫn của Iran nói riêng gây ra. "Phụ Nữ, Sự Sống, Tự Do" (tiếng Ba Tư: زن، زندگی، آزادی, đã Latinh hoá: Zan, Zendegī, Āzādī) là một khẩu hiệu phổ biến trong các cuộc biểu tình.

## Thương vong
Vào ngày 20 tháng 9, Thống đốc Iran xác nhận ba người đầu tiên chết trong các cuộc biểu tình, tuy nhiên nói rằng họ không bị giết bởi lực lượng an ninh. Tính đến ngày 26 tháng 9, một số tuyên bố chính thức của nhà chức trách cho thấy ít nhất 13 người chết, trong khi Đài truyền hình Nhà nước cho rằng ít nhất 41 người đã bị giết, bao gồm cả người biểu tình và cảnh sát. Năm thành viên Basij được đưa tin là đã bị giết bởi những người biểu tình.
Theo tổ chức Quyền Con Người Iran, tính đến ngày 26 tháng 9, ít nhất 76 người đã bị giết, bao gồm sáu phụ nữ và bốn trẻ em. Hàng trăm phụ nữ bị chính quyền bắt giam và ngược đãi. Các giấy chứng tử mà tổ chức nhận được xác nhận rằng nhiều người đã chết vì đạn thật. Các nhà chức trách cũng đang sử dụng hình thức tra tấn và hành hạ để thu được những lời đầu thú giả từ những người biểu tình đã bị bắt giữ. Tuy nhiên, tổ chức quyền con người có trụ sở tại Oslo này nói rằng với tình trạng mất Internet hiện nay, rất khó để có được số liệu chính xác và mới nhất. Tên và ngày bị giết được ghi ở bảng dưới đây nếu có thể.
| Thành phố         | Thương vong | Tên                                                                              | Ngày       | Chi tiết |
| ----------------- | ----------- | -------------------------------------------------------------------------------- | ---------- | --- |
| Amol              | 11          | Erfan Rezai (21), Ghazaleh Chelavi (32), Mehdi Fallah, Sina Mousavi              | 22 tháng 9 | [ 111 ] [ 112 ] |
| Babol             | 6           | Milad Zare                                                                       |            | |
| Divandarre        | 2           | Fouad Qadimi, Mohsen Mohammadi                                                   | 20 tháng 9 | Hội Quyền Con Người Iran đưa tin rằng hai người đã chết trong khi những nguồn khác đưa tin là bốn người.              |
| Saqqez            | 1           | Fereydoun Mahmoudi                                                               |            | [ 114 ] |
| Dehgolan          | 1           | Reza Lotfi                                                                       | 20 tháng 9 | [ 115 ] |
| Mahabad           | 1           | Hajar Abbasi (70)                                                                |            | |
| Urmia             | 3           | Farjad Darvishi, Abdollah Mohammadpur (16), Danesh Rahnama                       | 21 tháng 9 | [ 116 ] |
| Karaj             | 3           | Hadis Najafi, Sarina Esmail Zade (16), Ruzbeh Khademi                            |            | Hadis Najafi, người đã biểu tình ở thành phố Karaj, đã chết ngay tại chỗ sau khi bị bắn sáu lần vào ngực, mặt, và cổ. |
| Piranshahr        | 1           | Zakaria Khyal (16)                                                               | 21 tháng 9 | Video cho thấy mẹ anh hát một bài ru ngủ bằng tiếng Kurd trên mộ anh, gọi anh là một người "tử vì nghĩa".             |
| Kermanshah        | 2           | Minoo Majidi (55), Reza Shahparnia (20)                                          | 22 tháng 9 | [ 119 ] [ 120 ] |
| Oshnavieh         | 4           | Amin Marefat (16), Milan Haqiqi (21), Sadreddin Litani (27), Danesh Rahnama (25) | 22 tháng 9 | [ 121 ] |
| Quchan            | 1           | Ali Mozaffari                                                                    | 22 tháng 9 | Người chơi bóng chuyền Đội Saipa                                                                                      |
| Bandar Anzali     | 1           | Amir Nowruzi (16)                                                                |            | |
| Nowshahr          | 1           | Hananeh Kia                                                                      | 21 tháng 9 | Bị bắn chết bởi lực lượng an ninh khi đang trở về nhà từ phòng khám nha khoa.                                         |
| Ilam              | 2           | Mohsen Qeysari, Yaser Jafari                                                     | 21 tháng 9 | [ 125 ] |
| Tabriz            | 1           |                                                                                  |            | |
| Rasht             | 2           | Maziar Salmanian, Behnam Layeqpur                                                | 21 tháng 9 | Cảnh sát bắn giết trực tiếp.                                                                                          |
| Eslamabad-e Gharb | 2           | Amir Fooladi (15), Saeid Mohammadi (21)                                          | 22 tháng 9 | [ 127 ] |
| Dehdasht          | 2           | Pedram Azarnoosh, Mehrdad Behnam Asl                                             | 22 tháng 9 | |
| Fooladshahr       | 1           | Mahsa Mogoei                                                                     | 23 tháng 9 | |
| Hashtgerd         | 1           | Parsa Rezadust (17)                                                              |            | |
| Pakdasht          | 1           | Mohammad Reza Eskandari                                                          |            | |
| Garmsar           | 2           | Mohammad Hossein Sarvarirad, Mehdi Asgari                                        |            | |
| Qazvin            | 1           | Javad Heydari                                                                    |            | |
| Rezvanshahr       | 3           | Fariborz Lotfi, Sasan Qorbani, Yasin Jamalzade                                   |            | |
| Zanjan            | 1           | Mahdi Mousavi (16)                                                               |            | |
| Sanandaj          | 1           | Fardin Bakhtiari                                                                 |            | |
| Tổng cộng         | 58          |                                                                                  |            | |

## Mất Internet
Bắt đầu từ ngày 19 tháng 9, chính phủ Iran ban đầu cắt truy cập Internet trong một vài vùng để ngăn hình ảnh và video về cuộc biểu tình có thể được chia sẻ ra ngoài với thế giới, và để cản trở những người biểu tình có thể tổ chức một cách hiệu quả, chặn các kênh mạng xã hội phổ biến như Instagram và WhatsApp tại thành phố Saqqez và Sanandaj trong một vài ngày. Khi các cuộc biểu tình đã lan rộng đến hơn tám mươi thành phố trên khắp đất nước, chính phủ đã liên tục ngắt các mạng di động. Theo nhóm giám sát Internet tên là Netblocks, đây là "những vụ hạn chế Internet nghiêm trọng nhất kể từ vụ thảm sát tháng 11 năm 2019", khi mà, trong các cuộc biểu tình năm 2019–2020, Internet đã dừng hoạt động hoàn toàn trong suốt một tuần dài và 1.500 người biểu tình đã bị giết bởi lực lượng chính phủ.
Trước khi các cuộc biểu tình nổ ra, truy cập vào các mạng xã hội đã bị hạn chế rất nhiều. Facebook, Telegram, TikTok, và Twitter đều đã bị chặn trước đó. Bắt đầu từ ngày 21 tháng 9, Instagram và WhatsApp cũng đã bị chặn trên toàn quốc. Truyền thông nhà nước Iran cho biết các hạn chế được áp đặt là do lo ngại về "an ninh quốc gia". Kể từ ngày 24 tháng 9, truy cập vào Skype cũng đã bị chặn. Kể từ ngày 29 tháng 9, App Store của Apple, Google Play Store, và LinkedIn cũng đã bị chặn. WhatsApp nói rằng họ đang làm việc để giữ cho người dùng Iran có thể liên lạc được với nhau, và sẽ không chặn các số điện thoại của Iran. Tuy nhiên, nhiều nhóm giám sát đã ghi nhận tình trạng mất kết nối liên tục, ảnh hường đến các nhà cung cấp dịch vụ mạng di động lớn nhất của Iran, vì "chu trình gián đoạn như giờ giới nghiêm" kéo dài 12 tiếng mỗi lần. Người ta cũng đưa tin rằng các tin nhắn văn bản đang bị lọc, và những lời nhắn nhủ có đề cập đến tên của Amini đã bị chặn không thể gửi đến người nhận dự định.
Bất chấp các sự cố mất Internet trên toàn quốc, một số video về các cuộc biểu tình vẫn được đưa ra ngoài nước. Một nhóm nhỏ ở cả trong và ngoài Iran đang sử dụng tài khoản Instagram 1500tasvir, có hơn 450.000 người theo dõi; nhóm cho biết rằng họ nhận được hơn một nghìn video mỗi ngày và xuất bản hàng chục các video này hàng ngày, đồng thời đăng video lên tài khoản Twitter của họ. Một thành viên của nhóm 1500tasvir nói thêm rằng tác động của việc cắt Internet có thể rất lạ thường, và tác động tiêu cực đến các cuộc biểu tình, nói rằng "Khi bạn [có thể] ... thấy rằng những người khác cũng cảm thấy như vậy, bạn sẽ cảm thấy dũng cảm hơn" nhưng "Khi Internet bị cắt đứt ... thì bạn cảm thấy đơn độc".
Để đối phó với tình trạng mất Internet của Iran, Signal, ứng dụng nhắn tin được mã hóa đầu cuối, đã yêu cầu cộng đồng công nghệ và các tình nguyện viên quốc tế giúp lách vụ chặn Internet bằng cách chạy các máy chủ proxy để người dân ở Iran có thể liên lạc một cách an toàn. Trong một bài đăng trên blog vào ngày 22 tháng 9, CEO của Signal đã xuất bản hướng dẫn chi tiết từng bước, và đã kêu gọi một chiến dịch hashtag trên Twitter để thúc đẩy nỗ lực này. Signal cũng đã xuất bản các tài liệu hỗ trợ bằng tiếng Ba Tư, đặc biệt để hỗ trợ người dùng ở Iran. Tuy nhiên, Signal đã bị vấp phải cản trở do Iran đã chặn các mã xác thực SMS mà Signal đang cố gắng gửi cho người dùng của mình.
Một số nhà hoạt động đã phải tính đến việc phát những tờ rơi ghi lại chi tiết kế hoạch tổ chức các cuộc biểu tình. Một số người biểu tình Iran đang sử dụng VPN để truy cập internet. Các chương trình phát sóng tin tức vệ tinh, chẳng hạn như Iran International bằng tiếng Farsi có trụ sở tại London, cũng đã cung cấp thông tin cập nhật về các cuộc biểu tình được lên kế hoạch. Tuy nhiên, do chính phủ Iran gây nhiễu, truyền hình vệ tinh từ nước ngoài đôi khi không khả dụng ở một số khu vực của đất nước.

## Phản ứng
Vào ngày 22 tháng 9, phóng viên quốc tế hàng đầu Christiane Amanpour của CNN đã lên lịch phỏng vấn Tổng thống Iran Ebrahim Raisi tại thành phố New York, sau khi ông xuất hiện tại Đại hội đồng Liên Hợp Quốc. Amanpour đã lên kế hoạch nói chuyện với Tổng thống Raisi về một số vấn đề quốc tế, bao gồm cái chết của Mahsa Amini và các cuộc biểu tình phát sinh từ đó. Cuộc phỏng vấn được trông đợi từ lâu sẽ là lần đầu tiên Raisi nói chuyện với truyền thông Mỹ trên đất Mỹ. Bốn mươi phút sau khi cuộc phỏng vấn dự kiến bắt đầu và trước khi Raisi đến, một phụ tá của nhà lãnh đạo Iran này đã đưa ra yêu cầu vào phút cuối và tuyên bố rằng cuộc gặp sẽ không diễn ra trừ khi phóng viên đội khăn trùm đầu, đề cập đến "tình hình ở Iran" và nói rằng nó là "một vấn đề về sự tôn trọng". Amanpour trả lời rằng cô không thể đồng ý với "điều kiện chưa từng có và bất ngờ" như vậy và sau đó nhận xét về tình hình, nói rằng khi thực hiện các cuộc phỏng vấn bên ngoài Iran, "tôi chưa bao giờ được bất kỳ tổng thống Iran nào yêu cầu ... đội khăn trùm đầu".
Một số phụ nữ Iran sống ở Ấn Độ đã biểu tình chống lại chính phủ Iran và đốt hijab của họ như một hình thức phản đối.

### Phản ứng quốc tế

#### Quốc gia
- Canada: Ngoại trưởng Mélanie Joly kêu gọi "một cuộc điều tra toàn diện và đầy đủ về những hành động của chế độ" sau cái chết của Amini.[144]
- Ấn Độ: Một số phụ nữ Iran đã biểu tình chống lại chính phủ Iran và đốt hijab của họ như một hình thức biểu tình.[145]
- Thổ Nhĩ Kỳ: Các cuộc biểu tình đã xảy ra ở một số thành phố của Thổ Nhĩ Kỳ, bao gồm một cuộc biểu tình của một nhóm người Iran trước Lãnh sự quán Iran ở Istanbul.[146][147]
- Hoa Kỳ: Ngoại trưởng Antony Blinken đã lên án chính phủ Iran vì cái chết của Amini, viết trên Twitter rằng "Cái chết của [Amini] là [một điều] không thể tha thứ được. Chúng tôi sẽ tiếp tục buộc các quan chức Iran phải chịu trách nhiệm về những sự ngược đãi quyền con người như vậy".[148] Sau đó Blinken tuyên bố rằng chính phủ Hoa Kỳ đã cấp một giấy phép chung cho phép các công ty có thể lách những lệnh cấm vận viễn thông đối với Iran để hỗ trợ người biểu tình có thể truy cập Internet.[149] Đáp lại với tweet của Blinken, tỷ phú Elon Musk ngụ ý rằng ông sẽ kích hoạt Starlink để cung cấp dịch vụ Internet cho Iran.[150] Nữ đại biểu Quốc hội Alexandria Ocasio-Cortez viết, "Đoàn kết với những phụ nữ và các đồng minh can đảm ở Iran biểu tình vì quyền tự do của họ. Mahsa Amini đã bị sát hại một cách vô nghĩa".[151] Thượng nghị sĩ Amy Klobuchar đã tweet "Phụ nữ Iran đang đổ xuống đường, đánh đổi tính mạng của họ vì quyền và tự do của họ. Tôi ủng hộ bạn, chúng tôi ủng hộ bạn."[152]

#### Các tổ chức liên chính phủ
- Liên Âu: Cơ quan Hành động Đối ngoại Châu Âu (EEAS) đã lên án cái chết của Amini trong một lời tuyên bố và kêu gọi chính phủ Iran "đảm bảo rằng các quyền cơ bản của công dân được tôn trọng".[153]
- Liên Hợp Quốc: Nada al-Nashif, Quyền Cao ủy Quyền Con Người Liên Hợp Quốc, bày tỏ lo ngại về cái chết của Amini và phản ứng của các nhà chức trách Iran đối với các cuộc biểu tình sau đó.[154]

### Những tổ chức ủng hộ quyền con người
Sau khi các hình ảnh và video về những cuộc biểu tình và lực lượng an ninh trong các cuộc biểu tình xuất hiện, nhiều nhóm quyền con người quốc tế như nhóm Quyền Con Người Iran, nhóm Theo dõi Quyền Con Người, và Quyền Cao ủy Nhân quyền Liên hợp quốc Nada al-Nashif, đã đưa ra những tuyên bố bày tỏ sự quan ngại của mình. Nhóm Theo dõi Quyền Con Người đã nêu lên những mối lo ngại cụ thể về những báo cáo dường như chỉ ra rằng chính quyền đang sử dụng hơi cay và vũ lực chết người để giải tán người biểu tình.

## Cấm vận
Vào ngày 22 tháng 9 năm 2022, Bộ Ngân khố Hoa Kỳ đã thông báo các biện pháp trừng phạt đối với Cảnh sát Hướng dẫn cũng như bảy lãnh đạo cấp cao của các tổ chức an ninh khác nhau của Iran, vì "bạo lực chống lại người biểu tình và cái chết của Mahsa Amini". Những người này bao gồm Mohammad Rostami Cheshmeh Gachi, cảnh sát trưởng của Cảnh sát Đạo Đức của Iran, và Kioumars Heidari, chỉ huy lực lượng bộ binh của quân đội Iran, cùng với Bộ trưởng Tình báo Iran Esmail Khatib, Haj Ahmad Mirzaei, người đứng đầu nhánh Tehran của Cảnh sát đạo đức, Salar Abnoush, phó chỉ huy lực lượng dân quân Basij, và hai cảnh sát chỉ huy, Manouchehr Amanollahi và Qasem Rezaei của lực lượng Cảnh Sát Cộng Hoà Hồi Giáo Iran ở tỉnh Chaharmahal và Bakhtiari của Iran. Các biện pháp trừng phạt sẽ bao gồm việc ngăn chặn bất kỳ tài sản hoặc cổ quyền tài sản nào thuộc khu vực dưới quyền tài phán của Hoa Kỳ, và báo cáo chúng cho Bộ Ngân khố Hoa Kỳ. Hình phạt sẽ được áp dụng đối với bất kỳ bên nào tạo điều kiện cho các giao dịch hoặc dịch vụ đối với các thực thể bị cấm vận.